# Прем'єр-ліга (Буркіна-Фасо)
Прем'єр-ліга (Буркіна-Фасо) (фр. Championnat du Burkina Faso) — змагання з футболу з-поміж клубів Буркіна-Фасо, в ході якого визначається чемпіон країни й представники міжнародних клубних змагань. Перший розіграш Прем'єр-ліги стартував 1961 року у Верхній Вольті, після здобуття незалежності від Французької колоніальної імперії. Турнір організований Буркінійською федерації футболу.
Переможець Прем'єр-ліги отримує путівку до Ліги чемпіонів КАФ.

## Команди-учасниці сезону 2019/20 років
| Команда               | Місто        | Стадіон                        | Місткість |
| --------------------- | ------------ | ------------------------------ | --------- |
| «Рахімо»              | Бобо-Діуласо | Стад Вобі Бобо-Діуласо         | 10.000    |
| «Салітас»             | Уагадугу     | Стадіон 4 серпня               | 35.000    |
| УСФА (Уагадугу)       | Уагадугу     | Муніципальний стадіон Уагадугу | 15.000    |
| АСЕК Кудугу           | Кудугу       | Стад Балібе                    | 30.000    |
| Райль Клюб дю Кадіого | Кадіого      | Стад Кадіого                   | 8.000     |
| АС СОНАБЕЛ            | Уагадугу     | Стад СОНАБЕЛ                   | 5.000     |
| Мажестік              | Уагадугу     | Муніципальний стадіон Уагадугу | 15.000    |
| Расінг де Бобо        | Бобо-Діуласо | Стад ГАСЛ                      | 30.000    |
| АС Дуанс              | Уагадугу     | Муніципальний стадіон Уагадугу | 15.000    |
| АСФ Бобо-Діуласо      | Бобо-Діуласо | Стад ГАСЛ                      | 30.000    |
| АСФА Єнненга          | Уагадугу     | Стадіон 4 серпня               | 35.000    |
| УС Уагадугу           | Уагадугу     | Муніципальний стадіон Уагадугу | 15.000    |
| «Етуаль Філант»       | Уагадугу     | Стадіон 4 серпня               | 35.000    |
| АС Поліс              | Уагадугу     | Муніципальний стадіон Уагадугу | 15.000    |
| КОЗАФ                 | Уагадугу     | Уагадугу                       | 15.000    |
| Рояль                 | Бобо-Діуласо | Стад Бобо-Діуласо              | 10.000    |

## Чемпіони та віце-чемпіони

Буркіна-Фасо.

| Сезон   | Чемпіон                            | Віце-чемпіон                       |
| ------- | ---------------------------------- | ---------------------------------- |
| 1961    | АСФ Бобо-Діуласо                   |                                    |
| 1962    | «Етуаль Філант» (Уагадугу)         |                                    |
| 1963    | УСФР Абіджан-Нігер                 |                                    |
| 1964    | УСФР Абіджан-Нігер                 |                                    |
| 1965    | «Етуаль Філант» (Уагадугу)         |                                    |
| 1966    | АСФ Бобо-Діуласо                   |                                    |
| 1967    | УС Уагадугу                        |                                    |
| 1968    | УСФР Абіджан-Нігер                 |                                    |
| 1969    | Уніон Спортів дес Форсез Армі      |                                    |
| 1970    | Уніон Спортів дес Форсез Армі      |                                    |
| 1971    | Уніон Спортів дес Форсез Армі      |                                    |
| 1972    | Расінг де Бобо                     |                                    |
| 1973    | АС Жанна д'Арк (АСФ Єнненга)       |                                    |
| 1974    | Сілюр (Бобо-Діуласо)               |                                    |
| 1975    | Сілюр (Бобо-Діуласо)               |                                    |
| 1976    | Сілюр (Бобо-Діуласо)               |                                    |
| 1977    | Сілюр (Бобо-Діуласо)               |                                    |
| 1978    | Сілюр (Бобо-Діуласо)               |                                    |
| 1979    | Сілюр (Бобо-Діуласо)               |                                    |
| 1980    | Сілюр (Бобо-Діуласо)               |                                    |
| 1981    | Турнір не проводився               | Турнір не проводився               |
| 1982    | Турнір не проводився               | Турнір не проводився               |
| 1983    | УС Уагадугу                        |                                    |
| 1984    | Уніон Спортів дес Форсез Армі      |                                    |
| 1985    | «Етуаль Філант» (Уагадугу)         |                                    |
| 1986    | «Етуаль Філант» (Уагадугу)         |                                    |
| 1987    | Уніон Спортів дес Форсез Армі      |                                    |
| 1988    | «Етуаль Філант» (Уагадугу)         |                                    |
| 1989    | АСФ Єнненга                        | «Етуаль Філант» (Уагадугу)         |
| 1990    | «Етуаль Філант» (Уагадугу)         | АСФ Єнненга                        |
| 1991    | «Етуаль Філант» (Уагадугу)         | УС Хеміноц                         |
| 1992    | «Етуаль Філант» (Уагадугу)         | АСФ Єнненга                        |
| 1993    | «Етуаль Філант» (Уагадугу)         | Расінг де Бобо                     |
| 1994    | «Етуаль Філант» (Уагадугу)         | ---                                |
| 1995    | АСФ Єнненга                        | ---                                |
| 1996    | Расінг де Бобо                     | ---                                |
| 1997    | Расінг де Бобо                     | ---                                |
| 1998    | УСФА Уагадугу                      | «Етуаль Філант» (Уагадугу)         |
| 1999    | АСФ Єнненга                        | «Етуаль Філант» (Уагадугу)         |
| 2000    | Уніон Спортів дес Форсез Армі      | «Етуаль Філант» (Уагадугу)         |
| 2001    | «Етуаль Філант» (Уагадугу)         | АСФ Єнненга                        |
| 2002    | АСФ Єнненга                        | Уніон Спортів дес Форсез Армі      |
| 2002–03 | АСФ Єнненга                        | УС Уагадугу                        |
| 2003–04 | АСФ Єнненга                        | УС Уагадугу                        |
| 2004–05 | Раіль Клуб дю Кадіого              | УС Уагадугу                        |
| 2005–06 | АСФ Єнненга                        | «Раіль Клуб дю Кадугу»             |
| 2006–07 | «Коммюні»                          | «Етуаль Філант» (Уагадугу)         |
| 2007–08 | «Етуаль Філант» (Уагадугу)         | УС Уагадугу                        |
| 2008–09 | АСФ Єнненга                        | «Етуаль Філант» (Уагадугу)         |
| 2009–10 | АСФ Єнненга                        | «Етуаль Філант» (Уагадугу)         |
| 2010–11 | АСФ Єнненга                        | УС Уагадугу                        |
| 2011–12 | АСФ Єнненга                        | АС СОНАВЕЛ                         |
| 2012–13 | АСФ Єнненга                        | «Сантос»                           |
| 2013–14 | «Етуаль Філант» (Уагадугу)         | Уніон Спортів дес Форсез Армі      |
| 2014–15 | Расінг де Бобо                     | «Етуаль Філант» (Уагадугу)         |
| 2015–16 | Райль Клуб дю Кадіого              | УС Уагадугу                        |
| 2016–17 | Райль Клуб дю Кадіого              | «Етуаль Філант» (Уагадугу)         |
| 2017–18 | АСФ Бобо-Діуласо                   | «Раіль Клуб дю Кадугу»             |
| 2018–19 | «Рахімо»                           | «Салітас»                          |
| 2019-20 | Скасований через пандемію COVID-19 | Скасований через пандемію COVID-19 |

## Переможці за кількістю чемпіонств
| Клуб                                           | Місто        | Чемпіонат | Роки чемпіонств                                                              |
| ---------------------------------------------- | ------------ | --------- | ---------------------------------------------------------------------------- |
| АСФ Єнненга (АС Жанна д'Арк)                   | Уагадугу     | 13        | 1973, 1989, 1995, 1999, 2002, 2003, 2004, 2006, 2009, 2010, 2011, 2012, 2013 |
| Етуаль Філант                                  | Уагадугу     | 13        | 1962, 1965, 1985, 1986, 1988, 1990, 1991, 1992, 1993, 1994, 2001, 2008, 2014 |
| Сілюр                                          | Бобо-Діуласо | 7         | 1974, 1975, 1976, 1977, 1978, 1979, 1980                                     |
| Уніон Спортів дес Форсез Армі (АСФАН та УСФАН) | Уагадугу     | 7         | 1969, 1970, 1971, 1984, 1987, 1998, 2000                                     |
| Расінг де Бобо                                 | Бобо-Діуласо | 4         | 1972, 1996, 1997, 2015                                                       |
| УСФР Абіджан-Нігер                             | Бобо-Діуласо | 3         | 1963, 1964, 1968                                                             |
| Раіль Клуб дю Кадіого                          | Кадіого      | 3         | 2005, 2016, 2017                                                             |
| АСФ Бобо-Діуласо                               | Бобо-Діуласо | 3         | 1961, 1966, 2018                                                             |
| УС Уагадугу                                    | Уагадугу     | 2         | 1967, 1983                                                                   |
| «Коммюні»                                      | Уагадугу     | 1         | 2007                                                                         |
| «Рахімо»                                       | Бобо-Діуласо | 1         | 2019                                                                         |

- АСФ Єнненга = Ассосіасьйон Спортів дю Фасо-Єннанга
- УСФАН         = Уніон Спортів дес Форсез Армі
- АСФАН        = Ассосіасьйон Спортів дес Форсез Армі
- УСФР        = Уніон Спортів дю Фоє де ла Режі
- АСФ          = Ассосіасьйон Спортів дес Фонктіонарре

## Бомбардири
| Рік     | Гравець                       | Команда                              | Голи |
| 1992    | Дауда Сану                    | АСФ Єнненга                          | 18   |
| 1999    | Адольф Б'яне                  | Расінг де Бобо                       | 14   |
| 2002    | Боніфас Зунді                 | Уніон Спортів дес Форсез Армі        |      |
| 2003    | Домінік Наяга                 | УС Уагадугу                          | 19   |
| 2004    | Германн Уедраого Мамаду Канте | УС Уагадугу АСФ Єнненга              | 13   |
| 2005    | Вілфред Да                    | Уніон Спортів дес Форсез Армі        | 13   |
| 2006    | Моктар Уедраого               | Уніон Спортів дес Форсез Армі        | 15   |
| 2008    | Абраман Діарра                | Етуаль Філант (Уагадугу)             | 16   |
| 2009    | Окансі Мандела Ерік Сулама    | АСФ Єнненга Етуаль Філант (Уагадугу) | 13   |
| 2013–14 | Бану Діара Калумба Туре       | Расінг де Бобо УС Форсез Арміз       | 14   |
| 2014–15 | Бану Діара                    | Расінг де Бобо                       | 13   |
| 2016–17 | Салам Кагаба                  | Уніон Спортів дес Форсез Армі        | 12   |